# Валари
Валари (једнина: Вала) су ликови у легендаријуму Џ. Р. Р. Толкина. Они су прво поменути у „Господару прстенова“, али их „Силмарилион“ (објављен постхумно, али састављен углавном од материјала написаног пре Господара прстенова) описује као „Силе Арде“ или „Силе света“. Они су анђеоске природе, Аинури који су одабрали да уђу у свет (Арду), и да заврше њен физички развој пошто је њен облик предодређен у Музици Аинура.

## Списак Валара

### Господари
- Манве
- Улмо
- Ауле
- Ороме
- Мандос
- Лоријен
- Тулкас

### Краљице
- Варда
- Јавана
- Нијена
- Есте
- Ваире
- Вана
- Неса

### Остали
- Мелкор